# Osiedle Jagiellońskie (Kościan)
Osiedle Jagiellońskie – osiedle położone w południowej części Kościana, zajmuje obszar na zachód od linii kolejowej linii kolejowej Poznań - Wrocław.
Osiedle posiada zróżnicowaną zabudowę, budynki mieszkalne to domki jednorodzinne oraz bloki wielorodzinne. W części północnej znajduje się oczyszczalnia ścieków, zaś od północnego wschodu tereny dawnej cukrowni. Na terenie osiedla znajduje się kościół św. Brata Alberta Chmielowskiego oraz Międzyszkolny Ośrodek Sportowy. Południową granicę stanowi nasyp zlikwidowanej linii kolejowej Kościan-Opalenica.